# Big Boss
Big Boss, il cui vero nome è John, conosciuto anche come Naked Snake e Jack, è un personaggio della serie di videogiochi Metal Gear ideata da Hideo Kojima. Compare nel ruolo di protagonista nei videogiochi Metal Gear Solid 3: Snake Eater, Metal Gear Solid: Portable Ops, Metal Gear Solid: Peace Walker, Metal Gear Solid V: Ground Zeroes e Metal Gear Solid V: The Phantom Pain (che servono da prefazione ai restanti capitoli della saga) e da antagonista in Metal Gear.

## La storia

### Le origini
Jack, conosciuto più comunemente come Big Boss, nasce nel 1935. Ha delle prime esperienze nell'esercito degli Stati Uniti ma solo nel 1950 entra sotto l'ala protettiva di The Boss, la "madre delle forze speciali americane", ed inizia un'esperienza che lo porterà a fare scelte decisive per il futuro del mondo che conosce.
Fino al 1960 circa, i due passano diversi anni sui campi di battaglia e compiono missioni in coppia. Insieme sviluppano il CQC (Close Quarter Combat), una tecnica di combattimento ravvicinato atta a neutralizzare, disarmare o stordire il nemico. Dopo numerose esperienze (che gioveranno ulteriormente alle già indiscusse qualità belliche di Jack) The Boss sparisce dalla vita dell'allievo.
L'uomo prosegue da solo la propria carriera nei ranghi di diversi corpi speciali, inclusi i Berretti verdi fino al 1964, anno in cui viene reclutato da Major Zero, posto a capo della nuova unità di infiltrazione FOX.

### La crisi del 1964 e la missione "Snake Eater"
Il primo incarico ufficiale della squadra, la Missione Virtuosa (in originale, Virtuous Mission), vede Jack impegnato sul campo nella zona di Tselinoyarsk con il nome in codice Naked Snake, allo scopo di salvare e recuperare uno scienziato di nome Nikolai Stepanovich Sokolov. Dopo anni di separazione ha inoltre modo di incontrare nuovamente il suo mentore, The Boss (anche conosciuta come The Joy), che partecipa alle operazioni in veste di consigliere.
Per evitare di lasciare tracce di armi statunitensi sul suolo sovietico, Snake viene inviato sul campo pressoché disarmato, con l'ordine di procurarsi autonomamente l'equipaggiamento necessario sottraendolo ai nemici (On-Site Procurement); da qui il nome in codice "Naked", ossia "nudo". Non potendo contare su un supporto ufficiale da parte della madrepatria, Snake è inoltre costretto a cibarsi di animali selvatici e a medicarsi autonomamente le ferite.
Poco dopo la liberazione di Sokolov (occasione del primo incontro tra Big Boss e Revolver Ocelot) la missione subisce un rovesciamento di fronte improvviso: The Boss si para davanti a Snake, proclamando la propria diserzione dagli Stati Uniti a favore dell'URSS. La donna attacca John (rompendogli un braccio ed una costola) e lo getta giù da un ponte sospeso su di un fiume.
Una settimana dopo essere stato recuperato e curato, Naked Snake ritorna con il supporto (esclusivamente via radio) dell'unità FOX negli stessi luoghi per la Missione Snake Eater allo scopo di rimediare alla defezione di The Boss provando al contempo la propria estraneità ai fatti. Il primo degli obiettivi è dunque portare a termine il salvataggio di Sokolov, ora prigioniero del Colonnello Volgin, un militare estremista sostenitore di Breznev, dotato di una forza fisica prodigiosa e del potere di manipolare l'elettricità. Il secondo, ma non meno importante, è l'eliminazione fisica della stessa The Boss.

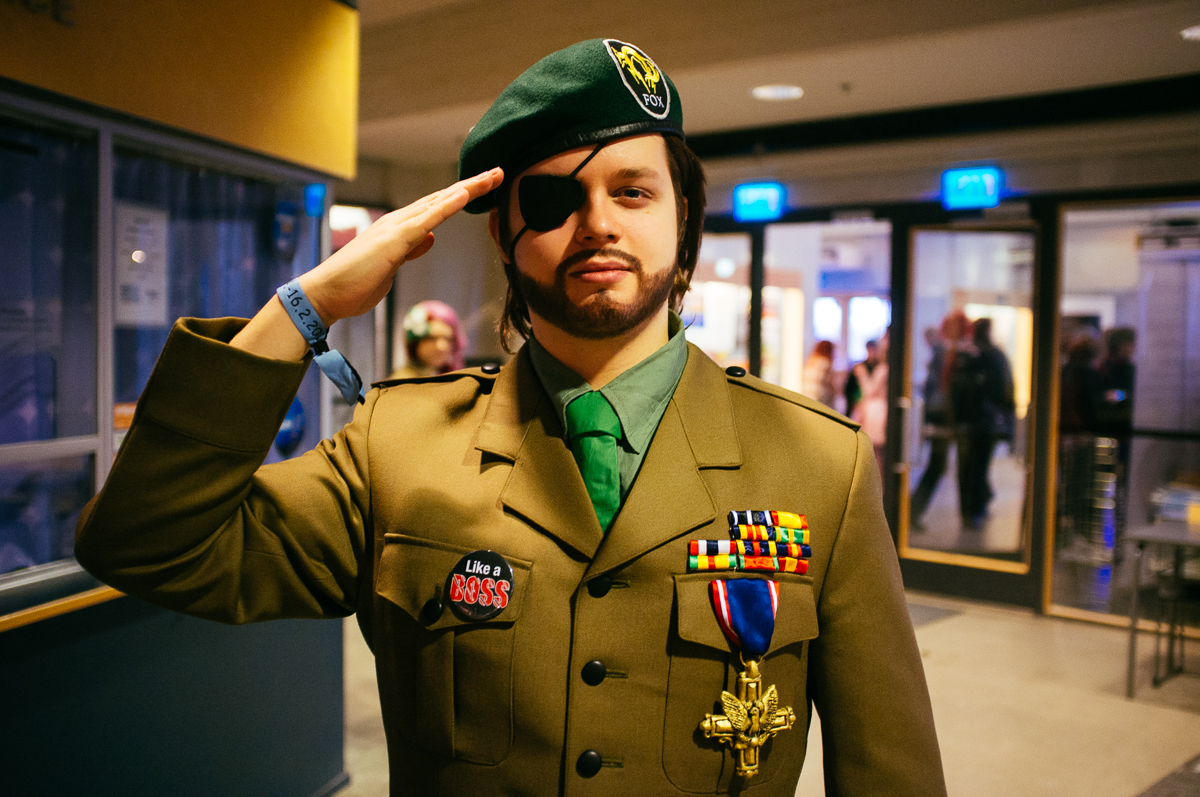
Cosplayer di Naked Snake in Metal Gear Solid 3. Sul petto è visibile la medaglia ricevuta da Snake al termine della missione Snake Eater, assieme al titolo di Big Boss.

Nel corso della missione Snake ottiene l'aiuto di EVA, qualificatasi come un'agente ex-NSA passata al KGB. Si trova inoltre ad affrontare più volte gli ex compagni d'arme del suo mentore, l'Unità Cobra, oltre che il giovane Ocelot. I primi vengono uccisi uno dopo l'altro; il secondo, dopo diversi incontri-scontri tramite i quali nasce una grande stima reciproca, viene infine risparmiato.
Tuttavia, Jack viene sorpreso nell'atto di salvare Sokolov (il quale, apparentemente ucciso da Volgin, ricomparirà anni dopo) e perde l'occhio destro durante una lunghissima sessione di tortura nella base nemica di Groznji Grad.
Riuscito a fuggire nelle fogne della fortezza, rischia la vita gettandosi da un alto canalone per sfuggire ai cani delle guardie e dallo stesso Ocelot. Mentre è incosciente sott'acqua, ha una visione dell'aldilà ed incontra The Sorrow. Ripresosi miracolosamente, Snake riesce successivamente a distruggere lo Shagohod, un mostruoso tank con armamento nucleare progettato da Sokolov su ordine di Volgin. Quest'ultimo, per colmo di ironia, dopo una lunga battaglia morirà folgorato da un fulmine che pare sia lo stesso The Sorrow a generare. Dopo una lunga fuga e arrivato al punto di estrazione, Snake uccide la donna che per lui è stata allo stesso tempo madre, amante, compagna di battaglie e mentore, dopo una lotta all'ultimo sangue in un campo di candidi gigli. In considerazione delle sue imprese, riceve il titolo di Big Boss dal Presidente Lyndon Johnson e giunge al cimitero dove si trova la tomba di The Boss, dove, con le lacrime agli occhi, fa il saluto davanti alla tomba della sua mentore.
Tramite EVA, rivelatasi poi una spia al servizio degli interessi cinesi, Snake scopre che The Boss non aveva realmente disertato, ma era in missione segreta per conto della branca americana dei Filosofi (che successivamente modificheranno il loro nome in Patriots) per scoprire dove il Colonnello Volgin avesse nascosto i loro soldi (precedentemente amministrati da suo padre Boris) e infine recuperarli a favore del governo degli Stati Uniti.
Il lancio imprevisto di una testata nucleare miniaturizzata sul territorio russo da parte dello stesso Volgin (per distruggere il vecchio impianto di ricerca di Sokolov e intimidire Chruščëv) finì invece per mandare in agitazione lo scenario già critico della guerra fredda e decretare la condanna a morte della stessa The Boss per mano del suo allievo prediletto per provare l'innocenza e l'estraneità dell'America - venendo consegnata di fatto alla storia come un criminale di guerra, mentre la verità verrà insabbiata.

### San Hieronymo e la creazione dei Patriots (1970)
Sei anni dopo, il 1º novembre del 1970, Snake (che si rifiuta ostinatamente di usare il titolo attribuitogli dal Presidente) viene rapito da alcuni membri ribelli di FOX e portato sulla penisola di San Hieronymo. Qui, insieme a un giovane soldato tenuto prigioniero di nome Roy Campbell, un ragazzo soggetto di esperimenti tesi a creare il soldato perfetto di nome Frank Jaeger e alcuni soldati sovietici, riesce a fermare i rivoltosi, sconfiggerne il capo Gene e distruggere l'arma che hanno rubato, il Metal Gear.
Dissoltasi così la vecchia unità, Snake porta a compimento lo spunto iniziale di Major Zero fondando nel 1971 il primo nucleo della FOXHOUND, specializzata in operazioni di infiltrazione estreme. In seguito Ocelot riuscirà a rubare al Direttore della CIA i nomi degli antichi Filosofi e ad ottenere la seconda parte della loro eredità (la prima parte l'aveva ottenuta durante gli eventi di Snake Eater). Riuscirà a spodestare i Filosofi e a prenderne il loro posto fondando i Patriots insieme a Zero, EVA, Sigint e Para-Medic.

### Les Enfants Terribles (1972)
Zero, il capo dei Patriots, decide con presunzione di non poter permettere che Big Boss, alla sua morte, non lasci nessun erede con il suo stesso sangue nelle vene. Credendo di agire nel bene comune dei Patriots (e forse con le migliori intenzioni), avvia il progetto Les Enfants Terribles e preleva campioni del DNA di Big Boss, con l'inganno, per poi far nascere in segreto i suoi cloni: Solid Snake, Liquid Snake e Solidus Snake. I Patriots useranno EVA come madre surrogata.
Quando Big Boss viene a sapere dell'esperimento riuscito, i rapporti di amicizia e fiducia con Zero (già in deterioramento) non possono che peggiorare, e Big Boss decide di uscire completamente dal circolo dei Patriots, lasciando il posto di comandante di FOXHOUND.
Le menzogne, i tradimenti e le tragedie a cui ha assistito hanno finito di colpire duramente Big Boss che da anni era rimasto segnato per aver ucciso la persona a cui teneva di più.
Dopo San Hieronymo e Les Enfants Terribles ha compreso di aver servito un paese finto, marcio e piegato alla cupidigia che era lontano dalle sue prospettive (tra le tante cospirazioni, viene a sapere anche che The Boss è stata incastrata di proposito dal governo degli Stati Uniti). Tutti questi eventi lo convincono a fare proprio in qualche modo il sogno del suo vecchio maestro: pensa di riunire il mondo come negli anni della guerra contro i nazisti dove tutti avevano un nemico unico.
Poi, grazie ai fondi recuperati dopo la crisi di San Hieronymo, costituirà un primo nucleo di una sua compagnia militare.

### I Militaires Sans Frontières e l'incidente del Peace Walker (1974)
(Tratto dalla scheda statistica di Big Boss in Metal Gear Solid: Peace Walker)
Big Boss, dopo aver lasciato definitivamente i Patriots, decide di rifugiarsi in Colombia dove conosce Kaz Miller e insieme a quest'ultimo decide di creare un piccolo nucleo di soldati noto come Militaires Sans Frontières (Soldati Senza Frontiere).
Big Boss preferisce vedere la sua organizzazione come niente di grandioso, mentre Kaz pensa che i MSF possano espandersi e nel tempo accumulare abbastanza armi e soldati da permettersi di diventare una delle CMP più forti e richieste al mondo. Inizialmente Big Boss non sembra interessato, ma in seguito cambia idea ed accetta il "progetto" di Kaz.
Un giorno si presenta la tanto attesa opportunità: un certo prof. Gàlvez, con la sua giovane allieva Paz, spiega loro che dei mercenari della CIA sono entrati in Costa Rica. La Costa Rica non possiede un esercito e per questo il professore chiede a Big Boss di scacciare la CIA, fornendo in cambio una piattaforma marittima nel Mare Caraibico, nota come Mother Base. Sotto il consiglio di Kaz, Big Boss accetta. Big Boss scopre che delle testate nucleari stanno per essere trasportate in un laboratorio segreto situato nel cratere del vulcano Irazu. Le testate servono per il progetto del Peace Walker: un'arma bipede ed autonoma, controllata da intelligenza artificiale, che dovrebbe essere usata come deterrente nucleare per mantenere la pace nel mondo. A capo del progetto, si trova l'ex-direttore CIA Hot Coldman, che dieci anni prima elaborò l'Operazione Snake Eater. Durante la missione Big Boss conosce Huey, uno scienziato che ha preso parte al progetto Peace Walker e che dopo essere stato cacciato da Coldman, si unirà ai MSF per lo sviluppo di un'arma bipede: lo ZEKE.
Big Boss viene a conoscenza che una certa dottoressa Strangelove ha usato, come IA del Peace Walker, la personalità di The Boss (il defunto mentore di Big Boss). Lo scopo è ben chiaro: per lanciare un attacco nucleare di rappresaglia, secondo Coldman, non basterebbe un essere umano, ma è necessario usare un computer che non può esitare a lanciare un attacco in caso di guerra. Tuttavia occorre anche che l'IA fosse abbastanza intelligente da determinare le sue stesse azioni e gli obiettivi da colpire. Secondo Strangelove nessuno poteva fare questo meglio della patriottica The Boss, e per questo decise di ricostruire l'IA secondo la sua personalità.
Il Peace Walker, dopo aver concluso una battaglia con Big Boss, verrà spostato in Nicaragua, in una base americana. Si viene a conoscenza inoltre che Coldman, per provare l'efficienza del Peace Walker alla CIA (e per ottenere quindi i fondi per produrlo in serie) ha bisogno di lanciare un missile atomico su un bersaglio. E il bersaglio scelto è proprio la Mother Base dei MSF. Dopo aver raggiunto la base americana (stranamente piena di mercenari del KGB), Big Boss fa una scioccante scoperta: il prof. Gàlvez è in realtà un alleato di Coldman. Tuttavia Coldman cade vittima di Gàlvez, che lo tradisce e rivela il suo nome vero: Zadornov. Egli è un agente segreto del KGB e rivela che il piano dell'URSS è lanciare dalla base americana un missile nucleare con il Peace Walker su Cuba, alleato russo, in tal modo che in America Latina si infiammi un sentimento anti-americano e che il comunismo si diffonda senza ostacoli, privando così gli USA dell'appoggio del resto del continente americano.
Fortunatamente il piano fallì, e il Peace Walker venne disattivato, mentre Zadornov e Coldman vengono portati sulla Mother Base dei MSF. Anche Strangelove si unisce ai MSF per contribuire alla creazione del ZEKE, sviluppandone l'IA. Alla Mother Base però Coldman attiva da remoto il lancio nucleare del Peace Walker che trasmette a Washington i dati di un attacco nucleare fittizio da parte sovietica. La faccenda diviene seria: anche gli americani hanno intenzione di bombardare l'URSS, per
rappresaglia.

Snake cerca di distruggere il Pod Mammifero per bloccare la trasmissione dei dati, senza successo, e distrutto dall'essere a ripetere l'omicidio di colei che era stata la sua mentore a distanza di dieci anni da ciò, crolla per la disperazione. A quel punto l'IA del Peace Walker elabora una strategia per risolvere tutto: decide di suicidarsi, annegandosi, e così cancellando i dati del falso lancio. Ancora una volta The Boss (o meglio l'IA creata sulla sua personalità) salva il mondo da una catastrofe, sacrificando se stessa.
Tuttavia i guai non finirono. Nella confusione dell'attacco fittizio, Paz prende il controllo del ZEKE (ormai completato) e rivela la sua vera identità: lei è Pacifica Ocean un agente segreto al servizio dei Patriots. La richiesta di Zero è semplice: vuole che Big Boss si riunisca ai Patriots pur potendo mantenere il controllo dei MSF (secondo gli ordini dei Patriots). Questo perché i Patriots (come in futuro) hanno paura del pericolo rappresentato dai MSF e da Big Boss. Se Big Boss dovesse rifiutare, allora Paz sarà autorizzata a lanciare una testata atomica con lo ZEKE, per far ricadere la colpa di tale attacco sui MSF, ed impedirgli di espandersi. Big Boss rifiuta e distrugge lo ZEKE, uccidendo anche Paz.
Dopo tutto questo Snake però, arriva ad una conclusione. L'unica secondo lui, possibile: durante l'operazione Snake Eater, The Boss si è sacrificata per salvare il mondo, rinnegando quindi il suo spirito guerriero ed anche lui, Snake, il suo discepolo più amato, cosa che lo spinge ad alterare la sua figura da vittima a traditrice e voltandole le spalle. Dopo questa dispiaciuta visione delle cose, Snake decide che non vuole rinnegare il suo passato come ha fatto The Boss e accetta quindi il titolo di Big Boss, che da sempre aveva rifiutato.
È qui che inizia dunque l'ascesa di Big Boss e dei MSF, che in futuro useranno il business della guerra per accumulare immensi fondi e diverranno allo stesso tempo i nemici dei Patriots.

### La missione a Camp Omega e l'operazione Trojan Horse (1975)
Marzo, 1975. Camp Omega è una prigione americana, a Cuba, sotto controllo dei Marine. Sul posto arriva un'unità particolare, denominata XOF, con lo scopo di interrogare "un prigioniero molto speciale" nell'area della vecchia prigione. È Chico, che insieme a Paz, la quale è sopravvissuta all'Incidente del Peace Walker grazie a un pescatore che l'ha trovata incosciente su una spiaggia, sono stati catturati. Il capo della XOF è Skull Face, un agente dei Patriots che aveva il compito di interrogare Chico per ottenere informazioni sulla Mother Base, e Paz per assicurarsi che non stesse facendo il doppio gioco con i Patriots (nel suo diario che ha lasciato sulla Mother Base si nota che la ragazza era combattuta dal seguire Cipher o il suo cuore, cercando di sabotare lo Zeke per rallentare i piani di quest'ultimo e continuare a stare un altro po' nel paradiso pacifico che per lei stava diventando quel posto, tuttavia essendoci un'altra spia su Mother Base, Cipher viene a sapere che Paz prima di procedere col piano ordinario stava cercando di annullare i suoi piani, per questo viene accusata di tradimento). Skull Face riesce nel suo compito e subito dopo aver dato a Chico un walkman (per fare in modo che Snake si allontani dalla sua base e venga a soccorerlo), il gruppo XOF, a bordo delle jeep, si allontana fino ad arrivare all'eliporto dove partono dopo aver ottenuto ciò che vogliono. Il leader della XOF, dà inizio all'operazione Trojan Horse, ovvero "annientamento dei pirati" (i MSF). Big Boss ha saputo tutto grazie all'intelligence dei MSF e all'informazioni ricevute da Amanda in missione a Cuba e decide di imbarcarsi in una missione per recuperare Chico e Paz, poiché entrambi conoscono informazioni essenziali: Chico conosce informazioni dettagliate sulla Mother Base, mentre Paz conosce informazioni importanti sui Patriots, nemici di Big Boss.
Nel frattempo alla Mother Base si prepara l'ispezione dell'A.I.E.A. (Agenzia internazionale per l'energia atomica) che chiede il permesso di certificare che Big Boss e il suo esercito di mercenari non abbiano un arsenale nucleare, ispezione causata sicuramente dalle soffiate di Paz a Cipher. Inizialmente l'intenzione era di non permettere l'ispezione (poiché gli MSF dispongono di un armamento nucleare, il ZEKE), tuttavia un atteggiamento così ostile già di per sé genererebbe sospetti. Ma Huey, ha un'idea: nascondere il ZEKE e le testate nucleari in fondo all'oceano e permettere l'ispezione della A.I.E.A., in modo da permettergli di verificare che la Mother Base non ha attrezzature pericolose, e placare la loro preoccupazione, con l'inganno ovviamente. Il piano di Huey viene approvato, tuttavia Big Boss non sarà presente perché occupato con la missione a Camp Omega, la Mother Base viene sgomberata da tutti i civili e rimangono solo i soldati ed Huey, Chico d'altro canto viene spedito dalla sorella a Cuba per evitare che si incontri con Paz quando questa verrà portata alla base, in conclusione Chico non raggiunge mai la sorella ma approfitta della situazione per andare a salvare la ragazza di cui è innamorato venendo catturato. Boss recupera Chico, che gli consegna il suo walkman, regalatogli come "premio" da Skull Face e grazie ai suoni, Boss apprende che Paz è prigioniera, nell'edificio principale della base. Là trova Paz orribilmente deturpata, piena di segni delle torture che ha dovuto subire.
Portata anche lei sull'elicottero degli MSF, Big Boss capisce che le è stata cucita in corpo una bomba, probabilmente sotto ordine di Skull Face, per farla detonare una volta dopo esser stata recuperata. Nel frattempo Huey Emmerich informa Boss che l'ispezione dell'A.I.E.A. sta arrivando. Tuttavia quando Boss arriva alla Mother Base, la trova in fiamme, quasi distrutta completamente. Tra la confusione generale, Boss, dopo aver avvistato Kaz, scende per salvarlo. Riusciti a scappare dagli assalitori osservano la Mother Base ormai distrutta, mentre sprofonda nell'oceano, portandosi con sé i loro uomini. Kaz spiega che l'ispezione era tutta una farsa, non aspettavano nessun ispettore ma semplicemente gli assalitori della XOF (da questo si deduce che il traditore sia Huey) che miravano a distruggere gli MSF ("annientamento dei pirati" come aveva detto Skull Face).
Paz si sveglia e rivela di avere un'altra bomba (presumibilmente nell'utero) e, per salvare Big Boss, cerca di buttarsi in mare. La bomba tuttavia esplode a mezz'aria, causando un vuoto d'aria. Un elicottero della XOF si scontra con quello dei MSF, finendo così in fondo al Mare Caraibico. Fu la fine dei Militaires Sans Frontières.

### Coma e fuga dall'ospedale di Dhekelia (1975-1984)
A seguito dell'incidente avvenuto sull'elicottero degli MSF, Big Boss, gravemente ferito ed in coma, viene portato d'urgenza in un ospedale a Cipro dove i medici riescono a salvargli la vita. Insieme a lui è miracolosamente sopravvissuto anche il medico con cui era a bordo dell'elicottero. Nel frattempo Zero (che si scopre non essere stato responsabile dell'attacco alla Mother Base), con l'aiuto di Ocelot e Kaz Miller, elabora un piano per salvare Big Boss dalla moltitudine di persone che lo vorrebbero morto: eseguire una plastica facciale sul medico sopravvissuto all'incidente per renderlo uguale a Snake e scambiare così le loro identità.
Il medico, conosciuto ora come Venom Snake o Punished Snake, si risveglia dal coma 9 anni dopo l'incidente, qualche giorno prima che l'ospedale venga attaccato dalla XOF. Insieme ad un altro paziente (un uomo dalla faccia quasi del tutto bendata) Venom Snake si fa strada fino all'uscita dell'ospedale. I due riusciranno a fuggire con un'ambulanza, ma avranno un incidente e sveniranno entrambi. Al suo risveglio, Venom Snake è da solo nell'abitacolo, e ad aspettarlo trova Ocelot, con cui riesce a fuggire. I due, riunitisi a Kaz Miller, costruiranno una nuova Mother Base e fonderanno un nuovo gruppo militare: i Diamond Dogs. Ocelot, tramite autoipnosi e bipensiero, si autoconvincerà che Venom Snake è l'autentico Big Boss.
Viene successivamente rivelato che il paziente dalla faccia bendata, dopo l'incidente con l'ambulanza, è il primo a riprendersi dallo svenimento. Uscito dall'abitacolo, incontra Ocelot, che gli fornisce vestiti ed una moto per la fuga. Sotto le bende si nasconde il vero Big Boss, che sparisce dalla circolazione per dedicarsi alla costruzione di Outer Heaven, mentre il "fantasma" di Big Boss guiderà i Diamond Dogs, risolvendo al tempo stesso la questione con Skull Face e il Metal Gear Sahelanthropus.

### La rivolta di Outer Heaven e la caduta di una leggenda (1995)
Una volta conclusasi la vicenda con Skull Face, il vero Boss si diresse in Africa centrale e lì stabilì la sua compagnia, fondando la vera e propria nazione indipendente di Outer Heaven (Paradiso Esterno).
Nonostante la salvaguardia di Big Boss fosse nei piani di Zero, quest'ultimo non era più al comando dei Patriots ed era stato sostituito da un complesso sistema di intelligenze artificiali che vedeva Big Boss solamente come una minaccia; pertanto Big Boss sapeva bene che ai "nuovi" Patriots la creazione di Outer Heaven non sarebbe piaciuta affatto, dunque (seguendo l'esempio del Colonnello Volgin) decise di dotarsi di qualcosa che avrebbe potuto mantenere l'indipendenza della nazione, grazie al concetto di deterrenza: il Metal Gear. A questo punto Big Boss mette in piedi per la seconda volta un astuto inganno: finge di tornare negli Stati Uniti d'America come capo di FOXHOUND, mentre lascia il suo fantasma, il falso Big Boss (ossia Venom Snake), a capo di Outer Heaven.
Fu così che il falso Big Boss (seguendo gli ordini di quello autentico) ingaggiò uno scienziato russo, il dottor Drago Pettrovich Madnar, per creare una nuova, formidabile arma: il Metal Gear TX-55. Il TX-55, era un robot ad equipaggio umano, armato con 2 mitragliatrici M61 Vulcan da 15 mm e un cannone laser da 20 mm, e dotato inoltre di una corazza in grado di resistere ad esplosivi di tipo HEAT. Già queste qualità lo rendevano un'arma micidiale, inoltre gli fu aggiunta la capacità che più lo rendeva pericoloso: 2 missili IRBM.
Nel 1995 tutto il potenziale militare di Outer Heaven viene rivelato tramite l'intelligence, e i Patriots impauriti ed avidi delle conoscenze e delle armi in possesso di Big Boss, rispondono manipolando la NATO che invia l'agente più esperto di FOXHOUND, Gray Fox - ovvero Frank Jaeger ormai adulto. Questi viene catturato ma il falso Big Boss, che fin qui mantenne nascosto il proprio ruolo, non tratta l'uomo come un prigioniero e fa trapelare volutamente informazioni sul fallimento della missione. La NATO allora organizza l'operazione Intrude N313 e invia, sotto il comando del vero Big Boss in FOXHOUND, la recluta più promettente dell'organizzazione, un agente di 23 anni di nome Solid Snake. Snake riesce a sconfiggere il falso Big Boss, a distruggere il TX-55 Metal Gear e a salvare Gray Fox. Tuttavia nessuno arriverà a scoprire mai che quello morto non era niente meno che un falso, e che il vero Boss è ancora in circolazione.
Outer Heaven rimane distrutta per l'esplosione autoinnescata dal falso Big Boss, ma anche, come racconterà Black Ninja in Metal Gear 2: Solid Snake, perché bombardata e completamente rasa al suolo dagli aerei NATO. Secondo il racconto di Black Ninja, Big Boss raggiunse Outer Heaven in fiamme e portò in salvo i superstiti tra i bambini, tra i profughi e anche tra i membri della Resistenza, perdonando questi ultimi. Schneider, che era il leader della Resistenza contro Outer Heaven, divenne per riconoscenza uno dei più fidati alleati di Big Boss a Zanzibar Land.

### Disordini di Zanzibar Land (1999)
(a Solid Snake prima dello scontro finale di Metal Gear 2: Solid Snake)
Creduto morto da tutti a causa della sconfitta del suo "sosia" e della caduta di Outer Heaven, Big Boss abbandona FOXHOUND senza lasciare traccia e nel 1997 prende parte alla Guerra del Mercenario in medio oriente, fiancheggiato da Gray Fox, divenuto il suo luogotenente. La guerra per decidere l'indipendenza di un piccolo lembo di terra, viene vinta da Big Boss, e così egli costituisce lo Stato di Zanzibar Land e ne diventa il capo di Stato. La nazione in pochissimo tempo diventa prospera a livello bellico (come la precedente Outer Heaven), e dentro di essa si radunano i migliori soldati del mondo, di tutte le etnie e provenienze, senza alcuna discriminazione. Nel regime militare di Big Boss si contavano ormai 40 000 mercenari.
Big Boss vuole preservare l'indipendenza del suo regno e così decide di mettere mano nuovamente al progetto del Metal Gear. Organizza spedizioni segretissime in tutto il mondo per riciclare armi nucleari e recuperare ingenti quantità di yellowcake, poi ingaggia ancora il Dott. Madnar per costruire una nuova arma: Metal Gear-D. Questo nuovo modello vanta un armamento ancora migliore del precedente con in dotazione una mitragliatrice a tre canne da 60 mm, una mitragliatrice standard calibro 0.22 (5.56 mm), ed un cannone da 75 mm. L'arsenale nucleare è stato perfezionato, con un pod da sei missili: tre SRBM e tre MRBM.
Alla fine del XX secolo la guerra fredda, stava per diventare un vecchio ricordo del passato, come anche la proliferazione delle armi nucleari. Per questo, Zanzibar Land, rimaneva una delle pochissime nazioni con armi nucleari (recuperate dagli uomini di Big Boss, dai siti di smantellamento).
A causa di questo, il 24 dicembre 1999, i suoi piani vengono compromessi ancora una volta dai Patriots, che organizzano l'operazione Intrude: F014 ed inviano Solid Snake, che distrugge definitivamente il Metal Gear-D e sconfigge Gray Fox (che per diverso tempo sarà creduto morto). Big Boss stesso, quello autentico in tutto e per tutto, ormai sessantaquattrenne, verrà sconfitto dal giovane Solid Snake, a cui rivelerà di essere suo "padre" genetico a seguito dell'esperimento di clonazione dei Patriots.
Con la dipartita di Big Boss, la nazione di Zanzibar Land crolla e il suo esercito si dilegua.

### Incidente di Shadow Moses (2005)
Big Boss verrà creduto morto dopo i disordini di Zanzibar Land, mentre in realtà il suo corpo gravemente lacerato verrà recuperato dai Patriots, e tenuto in stato di coma per poi essere utilizzato, tramite il DNA, per i primi tentativi di creazione del SOP (il sistema di monitoraggio militare tramite le nanomacchine). Per rendere ancora più convincente la sua falsa morte, i Patriots crearono una lapide con scritto: Un eroe per sempre fedele alle fiamme della guerra, riposa in Outer Heaven. 193X - 1999.
Il suo codice genetico fu inoltre usato per la creazione dei Soldati Genetici. Poi, durante la rivolta della FOXHOUND a Shadow Moses, il suo corpo fu richiesto come parte di un riscatto, da Liquid Snake. Tuttavia, la situazione venne risolta da Solid Snake, e il corpo di Big Boss rimase in mano ai Patriots.

### Redenzione (2014)

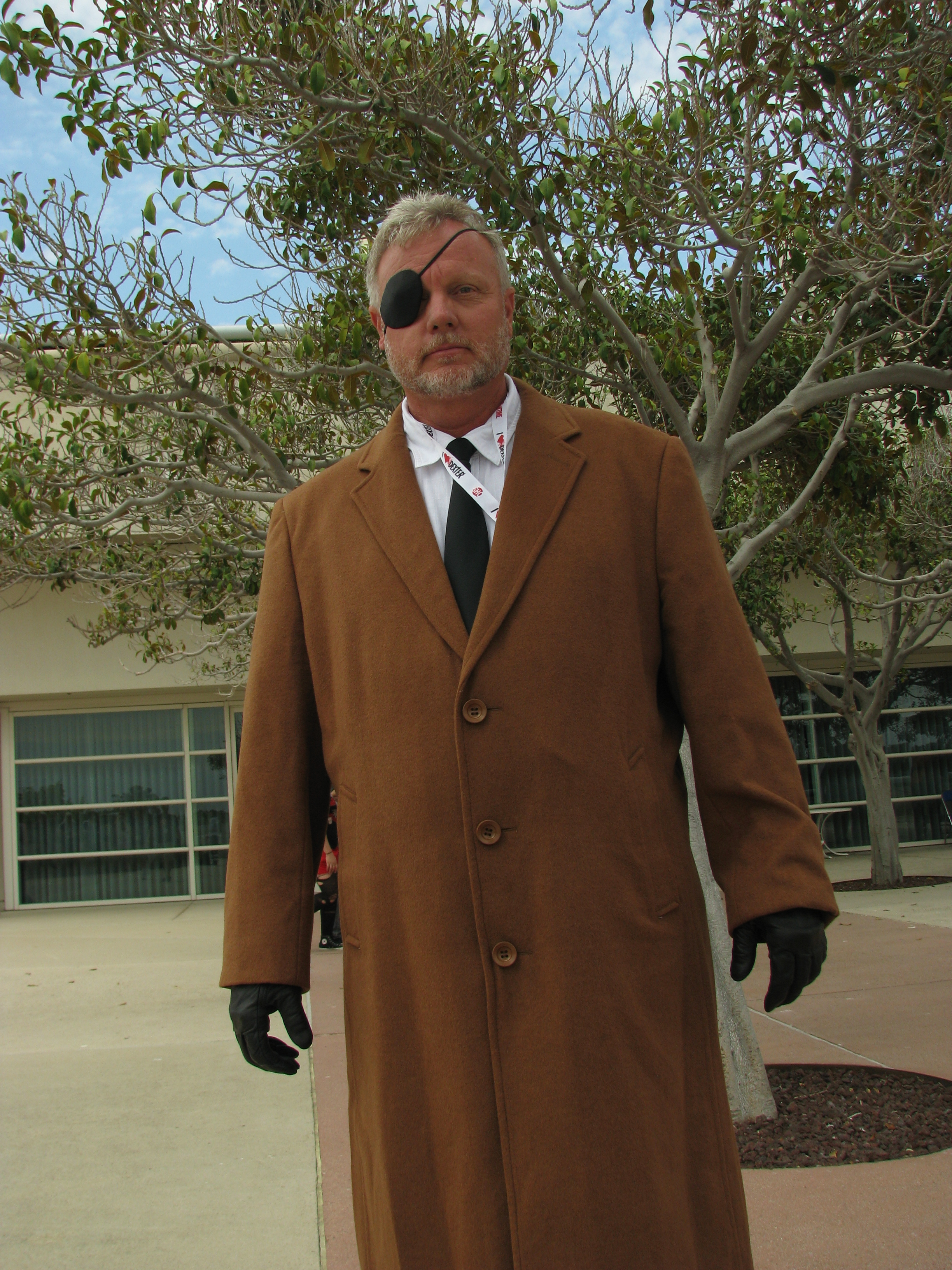
Cosplayer di Big Boss in Metal Gear Solid 4

In Metal Gear Solid 4: Guns of the Patriots, Big Boss compare durante il finale del gioco. L'anziano soldato si riconcilia col figlio Solid, e gli rivela di essere sopravvissuto alla morte durante gli eventi di Zanzibar Land.
Il suo corpo era stato gravemente lacerato, così i Patriots decisero di conservarlo in una camera criogenica utilizzando il suo DNA come chiave d'accesso per SOP. Il suo corpo fu poi rubato da EVA e Raiden e ricostruito con i resti dei cadaveri di Solidus e Liquid, sostituendo il suo corpo con quello di Solidus, il suo clone perfetto, imbrogliando così Zero e le sue IA. Tuttavia egli rimase in stato di coma per via delle nanomacchine che gli erano state impiantate, finché il virus informatico FOXALIVE distrusse il computer GW, e di conseguenza JD, l'intelligenza artificiale che governava i Patriots. A questo punto Big Boss poté svegliarsi, e rintracciare Zero. Rivela che il fondatore originale dei Patriots è Major Zero e che lui e i suoi vecchi compagni (Para-Medic, Sigint, EVA e Revolver Ocelot) facevano parte dei Patriots originali, ma quando decisero di lasciare l'organizzazione, Zero, rimasto l'unico membro, creò le cinque IA, di cui JD era quella principale, per portare avanti la volontà dei Patriots, ma quando l'IA trovò nell'economia bellica un modo per allargare i propri orizzonti, iniziò a mutare e a prendere decisioni per conto proprio.
Dopo aver raccontato tutto, interrompe l'afflusso di ossigeno ad un Major Zero ormai in stato vegetativo, provocandone la morte. Alla fine della scena, Big Boss morirà a causa del nuovo FOXDIE che è stato iniettato a Snake da Drebin e pronuncerà le sue ultime parole piangendo sulla tomba di The Boss, in presenza di Snake che lo aiuterà a prendere un'ultima boccata di sigaro: